# Tiyellé
Tiyellé est une commune rurale située dans le département de Pouni de la province de Sanguié dans la région du Centre-Ouest au Burkina Faso.

## Éducation et santé
Tiyellé accueille un centre de santé et de protection sociale (CSPS) tandis que le centre médical avec antenne chirurgicale (CMA) se trouve à Réo.